# Oramia chathamensis
Oramia chathamensis là một loài nhện trong họ Agelenidae.
Loài này thuộc chi Oramia. Oramia chathamensis được Eugène Simon miêu tả năm 1899.